# フォンタネーリチェ
フォンタネーリチェ（伊: Fontanelice）は、イタリア共和国エミリア＝ロマーニャ州ボローニャ県にある、人口約1,900人の基礎自治体（コムーネ）。

## 地理

### 位置・広がり

#### 隣接コムーネ
隣接するコムーネは以下の通り。括弧内のRAはラヴェンナ県所属を示す。
- ボルゴ・トッシニャーノ
- カザルフィウマネーゼ
- カーゾラ・ヴァルセーニオ (RA)
- カステル・デル・リーオ

### 気候分類・地震分類
フォンタネーリチェにおけるイタリアの気候分類 (it) および度日は、zona E, 2423 GGである。
また、イタリアの地震リスク階級 (it) では、zona 2 (sismicità media) に分類される。

## 行政

### 分離集落
フォンタネーリチェには、以下の分離集落（フラツィオーネ）がある。
- Campomoro, Fornione, Gaggio, La Maddalena, Posseggio, Prato e San Giovanni